# 千鳥橋病院
千鳥橋病院（ちどりばしびょういん）は、公益社団法人福岡医療団が福岡県福岡市博多区に設置する病院。

## 概要
1965年4月に開設された福岡民主診療所を前身とする。救急告示病院であり、2019年度は2,831台の救急車搬入件数を受け入れている。福岡県肝炎専門医療機関。NPO 法人卒後臨床研修評価機構(JCEP)による認定を受けている。(公財)日本医療機能評価機構による病院評価は、3rdG:Ver.1.1（2017年12月1日認定、2022年11月30日認定有効期限）。全日本民主医療機関連合会（民医連）に加盟。

## 診療科
(この節の出典
- 内科
- 病理診断科
- 感染症内科
- 消化器内科
- 循環器内科
- 呼吸器内科
- 脳神経内科
- 精神科
- 小児科
- 外科
- 胸部外科
- 呼吸器外科
- 脳神経外科
- 整形外科
- 形成外科
- 眼科
- 耳鼻咽喉科・頭頸部外科
- 皮膚科
- 泌尿器科
- 産科
- 婦人科
- 放射線科
- 麻酔科
- 肛門外科
- リハビリテーション科
- 腎臓内科
- 糖尿病・内分泌内科
- 消化器外科
- 乳腺外科

## 医療機関の認定
(この節の出典)
- 保険医療機関
- 労災保険指定医療機関
- 指定自立支援医療機関（更生医療）
- 指定自立支援医療機関（精神通院医療）
- 身体障害者福祉法指定医の配置されている医療機関
- 生活保護法指定医療機関(中国残留邦人等の円滑な帰国の促進並びに永住帰国した中国残留邦人等及び特定配偶者の自立の支援に関する法律(平成6年法律第30号)に基づく指定医療機関を含む。)
- 結核指定医療機関
- 指定小児慢性特定疾病医療機関
- 難病の患者に対する医療等に関する法律(平成26年法律第50号)に基づく指定医療機関
- 原子爆弾被害者医療指定医療機関
- 母体保護法指定医の配置されている医療機関
- 臨床研修病院
- DPC対象病院
- 無料低額診療事業実施医療機関
- 救急告示医療機関
- 病院群輪番制参加医療機関

## 差額ベッド代について
病院の理念により、差額ベッド料（個室料）を徴収していない。

## 患者会
以下の患者会が組織されている。
- ほうずき会（糖尿病患者会）
- 被爆患者会

## 交通アクセス
- 福岡市営地下鉄箱崎線「千代県庁口駅」5番出口から徒歩10分
- 西鉄バス「千代5丁目」停留所より徒歩3分
- 西鉄バス「千代町」 停留所より徒歩10分

## 周辺
- 九州大学病院
- ゆめタウン博多
- 福岡県庁